# アンリ・ミルヌ＝エドワール

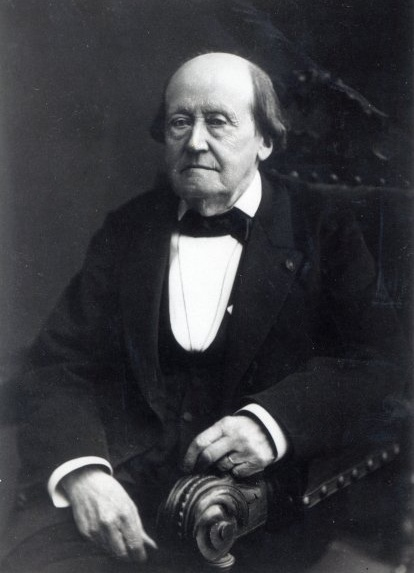
アンリ・ミルン＝エドワール

アンリ・ミルヌ＝エドワール（Henri Milne-Edwards FRS FRSE、1800年10月23日 - 1885年7月29日）は、フランスの動物学者である。

## 略歴
父親はイギリス生まれでジャマイカの農園主となり、民兵隊の将校を務めたウィリアム・エドワーズで、母親はフランス人であった。両親が引退後暮らした、現在のベルギー・ブリュージュで生まれた。ブリュージュはフランス革命後、フランス共和国に属していた。父親はイギリス人をフランスから脱出する手助けをした罪で数年間、収監された。著名な生理学者や民族学者になっていた兄のギヨーム・フレデリック・エドワール（1777年 - 1842年）のもとで、パリで育った。父親はナポレオンの没落の後、解放された。その後家族はパリで暮らした。名前については、多くの親類と区別するために、ファースト・ネームの一つを付加して "Milne Edwards"として著作を行った。息子の動物学者、アルフォンスが、"Milne-Edwards"と二重姓の表記を用いたことにより、アンリ・ミルヌ＝エドワールも二重姓で表記されることが多い。
はじめ医学を学び1822年にパリ大学で学位（MD）を得るが、博物学に転じ、ジョルジュ・キュヴィエの弟子となり、博物学者のビクトル・オードワンと親しくなった。オードワンと1826年と1828年にフランス海岸の調査を行い、1829年に科学アカデミーで発表された、「甲殻類に関する解剖学的研究」の論文は、翌年キュヴィエに賞賛された。1829年には爬虫類、両生類の研究も行い新種のトカゲを記載した。
中央技工芸大学院（Collège Central des Arts et Manufactures）の衛生学、博物学の教授となり、1841年にオードワンの後を継いで、パリ自然史博物館の昆虫学の教授となった。1862年にイジドール・ジョフロワ・サン=ティレールの後、長く空席であった自然史博物館の動物学の教授職についた。
学術誌、"Annales des Sciences Naturelles"に多くの論文を発表し、1834年から同誌の編集に参加した。主著に『甲殻類の自然史』（"Histoire naturelle des Crustacés"、3巻、1837年-1841年）などがある。
1842年にイギリスの王立協会の外国人会員に選ばれ、1856年に動物学の貢献に対してコプリ・メダルを受賞した。パリで没した。息子のアルフォンス・ミルヌ＝エドワールはパリ自然史博物館の鳥類学の教授となり、化石鳥類や深海生物の研究で知られる。

## 著作
- A manual of surgical anatomy … Desilver, Philadelphia 1828.
- A manual of materia medica and pharmacy. Careys & Lea, Philadelphia 1829.
- Cahiers d’histoire naturelle. Crochard & Masson, Paris 1833–53.
- Annales des sciences naturelles, zoologie et biologie animale. Masson, Paris 1834–85.
- Élémens de zoologie. Crochard & Dumont, Paris, Brüssel 1834–37.
- Histoire naturelle des crustacés. Roret, Paris 1834–40.
- Outlines of anatomy and physiology. Little & Brown, Boston 1841.
- Die Zoologie. Scheible, Rieger & Sattler, Stuttgart 1848–58.
- Lecons sur la physiologie et sur l'anatomie comparee de l'homme et des animaux Paris 1857–1880
- Quelques remarques sur l’emploi du sel en agriculture … Paris 1849.
- A monograph of the British fossil corals. London, 1850–72.
- Zoologie. Langlois, Leclercq & Masson, Paris 1850–58.
- Mélanges carcinologiques. Martinet, Paris 1851–54.
- Beiträge zur allgemeinen Zoologie. Müller, Stuttgart 1853.
- mit Jules Haime Histoire naturelle des coralliaires ou polypes proprement dits. Roret, Paris 1857–60.
- A manual of zoology. Renshaw, London 1863.
- Mémoire sur la structure élémentaire des principaux tissus organiques des animaux Archs. gén. Méd., 1823, 3: 165-184.